# Niphotrichum canescens
Niphotrichum canescens, syn. Racomitrium canescens — вид мохів порядку гріміальних (Grimmiales).

## Поширення
Батьківщиною є Європа, Північна Америка, Азія.

## Характеристика
Рослини у пухких або щільних ділянках або пучках, тьмяно-зелені, жовто-зелені або жовто-коричневі, часто сиві, коли висихають. Стебла (1)3–10(12) см, рідко або рясно нерівномірно розгалужені або часто регулярно перисто розгалужені з короткими гілочками. Листки від прямих до чітко серпуватих, перекриті коли сухі, від відкритих до відігнутих у вологому стані, від яйцюватих до широко-яйцювато-ланцетних, (1.5)2–2.8(3.3) × 0.8–1.3 мм, краї широко вигнуті; верхівки досить різко звужені, зазвичай остюкові, остюки широкі та міцні до шилоподібних, не загнуті. Коробочкові ніжки від темно-червоних до червоно-коричневих, 5–25 мм. Коробочка коричнева, від вузько-еліпсоподібної до циліндричної, 1.5–2.5 мм, у сухому стані гладка до дещо бороздчастої. Спори 8–11 мкм.